# Motín de las Trenzas
El Motín de las Trenzas fue una sublevación militar ocurrida en Buenos Aires el 6 y 7 de diciembre de 1811 en la cual los soldados y suboficiales del Regimiento de Patricios se negaron a acatar algunas órdenes del gobierno en ese momento ejercido por el Primer Triunvirato. Entre dichas órdenes habría figurado la de cortar las coletas de las tropas, signo de distinción y autonomía de los miembros de ese regimiento.
Ha sido interpretado de muy diferentes formas por los historiadores, que le han adjudicado causas predominantemente políticas.

## El Regimiento de Patricios
En 1806 se produjo la primera de las Invasiones Inglesas a Buenos Aires, que fue expulsada en el mes de agosto. Como la flota inglesa seguía bloqueando el Río de la Plata y era previsible una nueva invasión, el 6 de septiembre de 1806 Santiago de Liniers y el cabildo de Buenos Aires invitaron a los vecinos para que formaran batallones de milicias, según arma y origen de nacimiento. El nuevo Cuerpo de Patricios, integrado por voluntarios de infantería nacidos en Buenos Aires, fue el más numeroso pues tenía tres batallones. Cada unidad podía elegir "a pluralidad de votos" a su comandante y oficiales. Después de vencer cierta oposición fue elegido como comandante el hacendado y capitular Cornelio Saavedra que no era militar de profesión, vocación, experiencia ni estudio.
Los Patricios tuvieron una actuación descollante en la Defensa de la ciudad frente a la segunda invasión inglesa y vieron aumentado su prestigio al vencer -tanto militar como políticamente- la revolución de Martín de Álzaga de enero de 1809. Desde entonces fueron una fuerza con la que había que contar para cualquier empresa política, al punto que su participación fue esencial para lograr el éxito pacífico de la Revolución de Mayo, viéndose aumentado más por la llegada de Saavedra a la presidencia de la Primera Junta de gobierno.
Los opositores a Saavedra, dirigidos por Mariano Moreno, formaron nuevos regimientos con la intención de debilitar la influencia del militar en las acciones de gobierno. La renuncia y posterior fallecimiento de Moreno, sumados a la exitosa Revolución del 5 y 6 de abril de 1811 llevaron todo el poder a manos del presidente de una nueva junta, ampliada con los diputados de las ciudades del interior del país: la denominada Junta Grande.
Pero la crisis causada por las derrotas militares, sobre todo en la batalla de Huaqui, debilitó el poder de la Junta. Saavedra partió hacia el norte del país para hacerse cargo del Ejército del Norte, oportunidad que aprovechó el cabildo de la capital para forzar a la Junta a ceder el poder a un Primer Triunvirato plenamente porteño.
La Junta pasó a denominarse Junta de Observación, y asumió el Poder Legislativo. Pero el Triunvirato, munido de la fuerza policial y militar, ordenó su disolución cuando pretendió dictar leyes en oposición a sus deseos; Saavedra fue arrestado y enviado al exilio.

## El motín
El Primer Triunvirato recelaba de cualquier poder que pretendiera ponerle trabas; y el Regimiento de Patricios podía ser peligroso. Por ello decidió modificar su estructura, transformándolo de cuerpo de milicias a regimiento de línea. Esto significa que los soldados eran obligados a prestar servicio donde se les destinara, sin límite de tiempo, y a cambio de una soldada acordada por el gobierno.
Como primera medida, el gobierno nombró como comandante del cuerpo a Manuel Belgrano, sin consultar para nada a sus soldados ni a sus oficiales. Belgrano había sido Mayor de ese regimiento, pero se decía que estaba resentido con él, por no haber sido electo su comandante en 1806.[cita requerida]
La noche del 6 de diciembre de 1811, el general Belgrano hizo una visita al cuartel, recibiendo la noticia de un principio de insubordinación que había estallado entre los soldados. El oficial que los había enfrentado los había amenazado con cortarles el pelo, lo que significaba eliminar su coleta o trenza, símbolo de la aristocracia de los Patricios. Belgrano no vio mayores movimientos, pero apenas una hora después, 
se le anunció que había estallado un motín.
Los soldados se apoderaron de la guardia y del arsenal del cuartel, expulsando del mismo a los oficiales. Belgrano fue rechazado, e informó al gobierno de los hechos. Los soldados, acaudillados por sus cabos y sargentos, presentaron un petitorio, en que exigían:

- 1ro, Quiere este cuerpo que se nos trate como a fieles ciudadanos libres y no como a tropas de línea.
- 2do, Pedimos al Sr Don Antonio Pereyra por Coronel del Regimiento, excluyéndose al Sr Don Manuel Belgrano.
- 3ro, Por Mayor del Regimiento a Don Domingo de Basavilbaso, excluyéndose a Don Gregorio Perdriel.
- 4to, Extinguiéndose el ayudante Don Pedro Banti.
- 5to, Pide todo el regimiento sean indultados todos los presos que actualmente existían en sus calabozos.
- 6to, Aseguramos la vida de V.S.
- 7mo, Como asimismo asegurará las nuestras bajo palabra de honor.
- 8vo, Existiendo en nuestro cuartel hasta proveer la resolución de V.E., apresado en rehenes Don Josef Díaz.

Dios Guarde a V.S. m.a., El Regimiento de Patricios."

El triunviro Feliciano Chiclana recibió el petitorio, pero puso como condición que, antes de proceder a su estudio, el regimiento debía deponer las armas. Interpretando que la aceptación de esa condición hubiera sido rendirse sin obtener las garantías exigidas, ésta fue rechazada.
Las tropas de los demás regimientos cercaron el cuartel, que estaba peligrosamente rodeado de edificios. Tras las mediaciones infructuosas de Juan José Castelli y del obispo Benito Lué, el gobierno ordenó reprimir el motín.
La represión —rápida, violenta y efectiva— estuvo a cargo del coronel José Rondeau y del teniente coronel Miguel Estanislao Soler. El cuartel fue atacado por sus cuatro costados, e incluso hubo tiroteos involuntarios entre las numerosas fuerzas atacantes. Finalmente, los rebeldes fueron dominados; no se informó el número de bajas entre estos, pero en cambio sí que hubo 8 muertos y 35 heridos entre los atacantes.

## Consecuencias
Pocos días después de vencido el Motín de las Trenzas, cuatro sargentos, dos cabos y cuatro soldados del Regimiento de Patricios fueron condenados a muerte como cabecillas del mismo, fusilados y colgados en la vía pública el 11 de diciembre.
El Regimiento pasó a ser "de línea", perdió el nombre de "Patricios" y el número 1 que le correspondía desde las Invasiones Inglesas, y sus soldados fueron condenados a servir en él por muchos años. Todo el control de la fuerza militar pasó al Primer Triunvirato.
Como consecuencia secundaria, el gobierno acusó a los miembros de la Junta de Observación, especialmente al Deán Gregorio Funes de haber apoyado el motín. Por orden directa del Triunvirato, los diputados del interior fueron expulsados de la capital. Se trataba de un avance hacia la concentración del poder en el Triunvirato, pero especialmente de un avance del pretendido derecho de la capital a gobernar a todas las Provincias Unidas del Río de la Plata sin consultar a las demás provincias y ciudades.
Funes fue sometido a un interminable juicio como promotor del motín. No se le pudo probar nada y fue finalmente beneficiado por una amnistía el 8 de octubre de 1814, casi tres años después. No hubo condena, pero quedó claro que se había castigado a quien había pretendido poner algún freno al gobierno porteño.

## Interpretaciones
Generalmente, el Motín de las Trenzas es interpretado como una revuelta pintoresca, desencadenada por el corte de las trenzas que caracterizaban al Regimiento de Patricios. Sería, tal vez, síntoma del escaso desarrollo de la civilización entre los pobladores de la ciudad, o quizá una consecuencia de la falta de patriotismo de esos soldados.[cita requerida]
En cambio, los historiadores revisionistas tienden a interpretarlo como un movimiento antiportuario y antibritánico, el origen de nuestras guerras civiles, o, como en el caso de José María Rosa, una reacción popular contra los minoritarios revolucionarios de setiembre.
Es posible que se haya tratado de una revuelta contra la pérdida de su categoría de milicias voluntarias y libres por orden del gobierno, aunque éste lo haya ordenado por razones políticas.